# Bernard Faÿ
Bernard Faÿ (Parigi, 3 aprile 1893 – Tours, 31 dicembre 1978) è stato uno storico e saggista francese.
Professore al Collège de France, aderì dal 1940 al Governo di Vichy, sotto il quale fu amministratore generale della Biblioteca nazionale di Francia. Condannato nel 1945 all'ergastolo e all'indegnità nazionale per collaborazione con l'occupante tedesco, fu graziato nel 1959 dal presidente René Coty.

## Biografia
Croce di guerra 1914-1918 alla battaglia di Verdun, insegnò alla facoltà di lettere di Clermont-Ferrand prima di diventare professore in diverse università. Fu uno specialista del XVIII secolo, in particolare riguardo ai rapporti tra la Francia e gli Stati Uniti e insegnò a varie riprese in diverse Università degli Stati Uniti durante il periodo tra le due guerre. 
Molto mondano, frequentò tra le due guerre scrittori, musicisti e artisti come Raymond Radiguet, Erik Satie, Francis Poulenc, Marc Allegret, Valéry Larbaud, Philippe Soupault, André Gide, Marcel Proust, Jean Cocteau, Tristan Tzara, Paul Morand. 
Nel 1932 fu nominato professore titolare della cattedra di "Civiltà americana" al Collège de France, incarico da cui fu rimosso nel settembre 1944 per l'accusa di collaborazionismo.

### Impegno nel movimento «nazionale» a partire dagli anni 1930
Bernard Faÿ era nato in una famiglia di tradizione monarchica. Si interessò alla storia della massoneria, tenne conferenze e pubblicò su questo argomento, talvolta su riviste realiste e cattoliche, e per circoli di destra. Ciò lo portò a scrivere che le «grandi idee del 1789, libertà, uguaglianza, fraternità, sovranità del popolo» non sono «francesi», ma «la loro origine è inglese e massonica».
Faÿ aderì a questo punto al campo «nazionale», partecipando al banchetto del Cercle Fustel de Coulanges, vicino all'Action française, nel 1935
, 
tenendo conferenze per questo circolo, prendendo parte a una delle sue riunioni contro il 150º anniversario della Rivoluzione francese nel 1939, presieduta da Abel Bonnard, intervenendo anche alle cene delle «Affinités françaises» (circolo politico-mondano di destra) e aderendo infine al comitato direttivo del «Rassemblement national pour la reconstruction de la France» (1936-1937), a fianco di varie personalità di destra come il generale Maxime Weygand, oltre all'accademico Bonnard.
Collaborò da destra con numerosi giornali americani e francesi, come il New York Times o Le Figaro. Sostenne la fazione franchista durante la guerra di Spagna. 

### Amministratore generale dellaBibliothèque nationale de France
Il 6 agosto 1940 Bernard Faÿ fu nominato amministratore generale della Biblioteca nazionale a seguito della destituzione, da parte del governo di Vichy, del direttore in carica Julien Cain, ebreo, che aveva tentato di lasciare la Francia il 19 giugno 1940 a bordo della nave Massilia.
Applicò puntigliosamente, nella Biblioteca nazionale, i regolamenti emanati dal maresciallo Pétain
.
La sua denuncia del complotto giudaico-massonico sembrò agli occhi dei tedeschi sufficientemente solida perché il suo nome figurasse nella lista di nomi selezionati proposta il 1º marzo 1941 dal Sicherheitsdienst (SD) a Otto Abetz, egli stesso massone, per dirigere l'Ufficio centrale ebreo.
Faÿ volle dare alla Biblioteca nazionale un posto di rilievo all'interno del nuovo regime, che egli sosteneva totalmente. A questo proposito consegnò a Pétain, nel 1943, un rapporto in cui definiva il ruolo della Biblioteca nazionale nello sforzo di risanamento nazionale, assunse personale precario (spesso giornalisti che si rifiutavano di lavorare per i giornali della zona occupata) per mantenere attivi i servizi nonostante le difficoltà materiali, creò un dipartimento di Musica (1942) e sviluppò il laboratorio di rilegatura facendone un centro tecnico (1943).

### Gli archivi della massoneria
Faÿ ebbe un ruolo molto importante nella politica anti-massonica di Vichy, convinto che la massoneria avesse un'influenza negativa sulla Francia. Monarchico per convinzione, egli appartenne alla corrente controrivoluzionaria che si riconosceva nel discorso passatista e ruralista di Vichy, teso a rimediare a ciò che percepiva come il declino della Francia. Sotto la sua guida la Biblioteca divenne ben presto uno strumento non solo docile ma anche pioniere della cosiddetta "Rivoluzione nazionale". 
Dopo le misure di divieto del Grand Orient de France e delle altre società segrete, Faÿ fu nominato capo del "Servizio delle società segrete (SSS)", struttura incaricata di raccogliere, archiviare e studiare tutti gli archivi sequestrati nelle logge. Questo servizio lavorava in collaborazione con la Sicherheitsdienst tedesca. 
Dello studio dei documenti confiscati nelle logge massoniche fu incaricata la «Biblioteca di storia della Francia contemporanea» (BHFC), istituita in seno alla Biblioteca nazionale all'inizio del 1941 sotto la direzione di Adrien Dansette. Grazie alla sua attività 64.000 nomi di "muratori" furono schedati dalla cosiddetta "equipe delle società segrete"; 18.000 nomi furono pubblicati a partire dall'agosto 1941; 3000 funzionari persero il posto; circa un migliaio di massoni francesi furono eliminati direttamente dai tedeschi, sia per esecuzione, sia per deportazione in campo di concentramento.

### L'arresto e gli ultimi anni
Faÿ fu arrestato il 19 agosto 1944 nel suo ufficio. Sostenne di aver solo obbedito agli ordini che gli erano stati dati e di aver persino aiutato a nascondere gli impiegati ebrei della Biblioteca Nazionale. Il tribunale lo condannò ai lavori forzati a vita, alla confisca dei beni e all'indegnità nazionale. Gertrude Stein e Alice Toklas intervennero (invano) in suo favore, convinte che avesse salvato loro la vita durante l'occupazione.
Ricoverato all'ospedale di Angers nel 1951, Faÿ riuscì a fuggire «in un abito ecclesiastico» e a lasciare la Francia per trovare rifugio in Svizzera a Friburgo, a Villa Saint-Jean (comunità di marianisti); qui insegnò al collegio cattolico Saint-Michel.
Fu graziato nel 1959 dal presidente René Coty. Morì a Tours nel 1978, senza aver smesso di pubblicare studi letterari e storici. La messa di requiem fu celebrata dalla comunità lefevbrista a Parigi, nella chiesa di Saint-Nicolas-du-Chardonnet, dal cappellano François Ducaud-Bourget, alla presenza dello stesso Marcel Lefebvre.